# ADO Goldkante
Die Ado Goldkante GmbH & Co. KG ist ein deutscher Textilverlag für Gardinen und Vorhänge. Nach Schließung der Garnherstellung im Jahr 2008 und der Weberei im Jahr 2014 werden die Stoffe bei verschiedenen Produktionsbetrieben hergestellt und unter dem bekannten Markennamen Ado vertrieben.
Das Sortiment umfasst über 400 Stoffe in verschiedenen Farben und Warenbreiten. Die meisten Stoffe sind waschbar, pflegeleicht und mit der Goldkante, einem in der Bleibandkante eingewirkten Goldfaden ausgestattet.

## Geschichte
1924 gründete Felix Wulf, Vater des späteren Ado-Gründers Hubert Wulf, bereits eine erfolgreiche Textilfabrik in einer Scheune in Rheine. Hubert Wulf sah später allerdings keine Perspektive am Standort Rheine, weshalb er den elterlichen Betrieb nicht übernahm.
1954 gründete Hubert Wulf mit seiner Frau Marianne seine eigene Textilfabrik, die Ado-Gardinenwerke in Aschendorf. An diesem Standort sah er größere Expansionsmöglichkeiten und der Name Ado wurde vom Gründungsort abgeleitet. Das Unternehmen wuchs in den Folgejahren stetig. 1961 entstand die erste Auslandsniederlassung in den Niederlanden, wenige Jahre später folgte die zweite in Österreich. Einen großen Schub in ihrer Bekanntheit erreichten die Ado-Gardinenwerke 1968 mit ihren ersten Fernsehwerbespots mit der Schauspielerin Marianne Koch. Die Goldkante, ein eingewirkter Goldfaden, wurde das Markenzeichen und Qualitätssiegel von Ado, auf das die Firma in der Werbung verstärkt hinwies.
1979 war Ado nach 25 Jahren zum größten Gardinenhersteller Europas herangewachsen und expandierte auch in die USA. Inzwischen umfasste Ado eine Produktions- und Lagerfläche von etwa 10.000 m², beschäftigte weltweit 1.000 Mitarbeiter und erreichte einen Jahresumsatz von 100 Millionen DM. 1985 nahm Ado die eigene Fasergarnspinnerei in Betrieb, womit sich das Unternehmen größere Unabhängigkeit von Zulieferern verschaffte.
Am 15. April 1989 starb Wulf. Seine Frau Marianne übernahm die Geschäftsleitung und arbeitete gleichzeitig ihre Söhne Andreas und Klaus für die Geschäftsübernahme 1992 ein. Unter deren Leitung expandierte Ado 1997 weiter nach Asien. 
Ado beschäftigte 1.100 Mitarbeiter in 17 Niederlassungen weltweit, davon 550 Mitarbeiter am Stammsitz in Aschendorf. Die Produktionsfläche in Aschendorf maß 100.000 m².
2008 übernahm Geschäftsführer Heinz Otto Müller die Mehrheit an Ado. Im gleichen Jahr wurde die eigene Garnproduktion aus wirtschaftlichen Gründen eingestellt und das Herstellerunternehmen wurde in mehrere Firmen aufgespalten: Die Firma Bothorn als Dachgesellschaft, die Produktionsfirma DTF (Deutsche Textilfabrik) sowie die Vertriebsgesellschaften Marido, Heimtex und Ado Goldkante. 
2011 befürchtete Geschäftsführer Heinz Otto Müller weiter fallende Umsätze im Gardinengeschäft. Er war der Meinung, dass sich das Dekorationsverhalten grundsätzlich geändert habe und bezeichnete die Goldkante in einem Artikel in der Zeitung Die Welt als „Auslaufmodell“.  Technische Gewebe und Polsterstoffe für die Automobilproduktion sollten Zugang zu weiteren Märkten bieten. Die Markenrechte wurden an den deutschen Textilverlag Zimmer + Rohde GmbH verkauft. 
Die Fensterdekorationsbranche im Allgemeinen und Ado im Speziellen hatten 2011 mit Umsatzeinbrüchen und einem angestaubten Image zu kämpfen.
Anfang 2013 wurden die deutschen Markenrechte an der Gardinenmarke Ado Goldkante an den hessischen Textilverlag Zimmer + Rohde verkauft. Die Ado-Erben Klaus und Andreas Wulf übernahmen wieder 90 % der Anteile an Bothorn und beabsichtigten, verstärkt auf technische Gewebe und Polsterstoffe für die Automobilproduktion zu setzen.
DTF meldete Ende 2013 Insolvenz an und stellte den Betrieb im Februar 2014 ein. Heimtex und Marido meldeten Ende 2014 ebenfalls Insolvenz an.

## Produkte
Das Produktsortiment von Ado umfasst Gardinen und Dekostoffe verschiedenster Stilrichtungen. Besondere Produkte sind:
- Ado Cordon: Der Fadenvorhang Ado Cordon wurde 1974 auf den Markt gebracht und wurde der meist prämierte Stoff der Welt. Er besteht aus (maschinell) gehäkelten Garnen, bei dem die einzelnen Fäden lose herunter hängen.
- Ado CoverTexTM: Textile Wandbespannungen von Ado gab es ab 1977. Ab 2008 konnte man sie einfach mit dem Schienensystem CoverTexTM montieren. Wandbespannungen haben gegenüber Tapeten den Vorteil, dass sie Wärme und Geräusche dämmen und dass sie leicht auszuwechseln sind.

## Auszeichnungen
- 1981: „Ercole d’Oro“ für herausragende unternehmerische Leistungen und kontinuierliches Wachstum über mehr als 25 Jahre
- 1993: Gütesiegel nach Öko-Tex Standard 100 für Ado-Gardinen (seitdem regelmäßig erneuert)
- 2004: „Australian Trend Award Decoration+Design“ für Ado-Cordon
- 2005: AIT-Innovationspreis  „Textil & Objekt 2005“ in der Kategorie „Produkte von herausragender architektonischer Qualität“ für Ado-Cordon, Ado ActiBreeze und Ado BioProtect, „ProDeco 2005“ der Zeitschrift „Elle Decoration“ für Ado-Cordon
- 2006: „iF product design award“ für Ado Cordon, „The Design of 2006“ von Decoration für Ado Cordon
- 2007: „Unternehmen des Jahres“ in der Kategorie „Bestes Preis-Leistungs-Verhältnis“ der eurodecor
- 2010: Aufnahme in das Lexikon der deutschen Weltmarktführer[9]

## Nominierungen
- 2006: „Design-Preis der Bundesrepublik Deutschland“ für Ado-Cordon und Architektentüll
- 2007: „Design-Preis der Bundesrepublik Deutschland“ für Ado-Cordon
- 2009: „Design-Preis der Bundesrepublik Deutschland“ für Ado-Cordon